# Harmogenanina detecta
Harmogenanina detecta је пуж из реда Stylommatophora и фамилије Helicarionidae.

## Угроженост
Подаци о распрострањености ове врсте су недовољни.

## Распрострањење
Ареал врсте је ограничен на острво Реинион.